# Le cose che non ho detto
Le cose che non ho detto è una raccolta di memorie della scrittrice iraniana Azar Nafisi, dall'infanzia a Teheran negli anni sessanta agli studi all'estero - prima in Inghilterra e poi negli Stati Uniti - fino al ritorno in Iran nel 1979. Nel suo paese resterà per 18 anni – salvo un periodo di espulsione dal 1981 al 1987 - insegnando letteratura inglese presso l'Università Allameh Tabatabaj di Teheran, esperienza narrata nel best seller, edito nel 2003, Leggere Lolita a Teheran. Nel 1997 Nafisi lascia definitivamente il suo paese, trasferendosi negli Stati Uniti e proseguendo lì la sua attività di insegnante universitaria e scrittrice.

## Struttura
Il libro è diviso in 4 parti (Racconti di famiglia, lezioni e apprendimento, mio padre in carcere, rivolte e rivoluzioni) in cui cronologicamente si sviluppano i ricordi e le vicende personali dell'autrice con gli eventi che hanno caratterizzato la storia iraniana della seconda metà del XX secolo.

## Trama
Il racconto si sviluppa partendo da un'attenta e profonda descrizione delle due figure genitoriali. La madre, Nezhat Nafisi (una tra le sei donne elette per la prima volta al Parlamento, nel 1963) e il padre, Ahmad Nafisi, eletto sindaco di Teheran nel 1961. Se il rapporto con la madre appare dominato da un eterno ed insanabile conflitto, quello con il padre si caratterizza per complicità e tenerezza. La figura paterna avvicina Azar all'amore per la letteratura e la cultura persiana. Sono anni di grande fermento sociale e politico in Iran e la casa di Azar è quotidianamente frequentata da numerose personalità politiche e intellettuali dell'epoca, ambiente che risulterà assai formativo per la futura scrittrice. Alla vita di Teheran presto per Azar subentra quella completamente diversa dell'Inghilterra, quando a 13 anni viene mandata a studiare a Lancaster, sotto la guida di Mr.Cumpsty. Azar lascia così il suo paese, la sua famiglia, la zia Mina, la vita attorno a via Naderi ed i racconti sul poeta Firdusi dispensati dal padre. Nonostante le difficoltà iniziali, Azar riesce a trovare una sua dimensione lontano da Teheran dove il padre, nel 1961, viene nominato sindaco. Gli eventi familiari corrono quindi rapidi come le vicende del paese che ne fa da sfondo: l'elezione della madre al Parlamento, l'arresto del padre, un matrimonio per Azar che si conclude in un amaro divorzio ed infine l'attesa scarcerazione di Ahmad. Sono anni intensi per l'Iran: alla decisione dello scià di avviare la cosiddetta Rivoluzione bianca – una serie di interventi politici e sociali di stampo laico – si contrappongono le proteste delle frange islamiche guidate dall'ayatollah Khomeini che nell'aprile del 1979 proclama la Repubblica islamica e la fine della monarchia. Azar segue gli eventi dagli Stati Uniti, dove è andata a studiare e dove ha incontrato quello che diventerà il suo secondo marito. L'invasione dell'Iran da parte del presidente iracheno Saddam Hussein porterà ad una guerra tra i due Stati lunga otto anni, periodo in cui – sul fronte familiare – nasceranno i due figli della scrittrice e si consumerà ufficialmente il divorzio dei genitori, Ahmad e Nezhat. Trasferitasi definitivamente negli Stati Uniti sul finire degli anni novanta, la scrittrice vive con estremo dolore la scomparsa della madre e successivamente quella dell'amato padre.

## Edizioni
- Azar Nafisi, Le cose che non ho detto, traduzione di Ombretta Giumelli, Adelphi, 2009, pp. 342